# Sawang Balak
Sawang Balak is een bestuurslaag in het regentschap Tanggamus van de provincie Lampung, Indonesië. Sawang Balak telt 1180 inwoners (volkstelling 2010).